# Shinden-zukuri

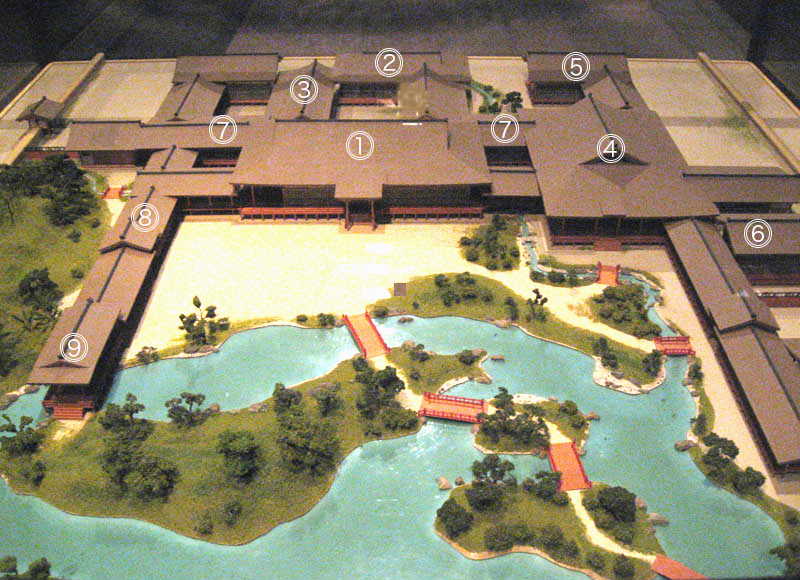
Modello di Higashi Sanjo-dono (in giapponese 東三条殿), in tipico complesso architettonico shinden-zukuri.
----
1. Shinden (寝殿), 2. Kita-no-tai (北対), 3. Hosodono (細殿), 4. Higashi-no-tai 東対, 5. Higashi-kita-no-tai (東北対) 6. Samurai-dokoro (侍所), 7. Watadono (渡殿), 8. Chūmon-rō (中門廊), 9. Tsuridono (釣殿)

Shinden-zukuri  si riferisce allo stile dell'architettura domestica sviluppato per palazzi sontuosi o aristocratici costruiti a Heian-kyō, l'odierna Kyoto, nel periodo Heian (794-1185), in particolare nel Giappone del X secolo. Shinden-zukuri si è sviluppato in shoin-zukuri e sukiya-zukuri (architettura tipo casa da tè indipendente). Durante il periodo Kamakura, si è sviluppato in buke-zukuri.